# Lera Auerbach
Lera Auerbach (en ruso: Лера Авербах, nacida Valeria Lvovna Averbakh; en ruso: Валерия Львовна Авербах; 21 de octubre de 1973) es una directora de orquesta, compositora, y pianista de concierto austro-estadounidense nacida en la Unión Soviética.

## Biografía
Lera Auerbach nació en Cheliábinsk, ciudad de los montes Urales en la frontera con Siberia. Auerbach continúa la tradición de virtuosos compositores/pianistas de los siglos XIX y XX. Su música se caracteriza por la libertad estilística y la yuxtaposición de lenguajes musicales tonales y atonales.
Auerbach hizo su debut en el Carnegie Hall en mayo de 2002 interpretando su propia Suite para violín, piano y orquesta junto a Gidon Kremer y la Kremerata Baltica. A partir de entonces la música de Auerbach ha sonado en el Carnegie Hall cada temporada. En 2005, Lera Auerbach recibió el prestigioso Hindemith Prize en el festival de música Schleswig-Holstein de Alemania.
Sus composiciones han sido representadas e interpretadas por Gidon Kremer, el Ballet Real Danés, el Ballet de Hamburgo, David Finckel y Wu Han, Vadim Gluzman, la Kremerata Baltica, y el Ensamble de la orquesta de Kanazawa, entre muchos otros. Auerbach actuó como solista al piano en prestigiosos auditorios como el Great Hall del Conservatorio de Moscú, la Ciudad de la Ópera de Tokio, el Lincoln Center de Nueva York, el Herkulessaal de Múnich, el Konzerthaus de Oslo, el Symphony Hall de Chicago y el Kennedy Center de Washington.
Una nueva representación del Ballet Real de Dinamarca para celebrar el bicentenario de Hans Christian Andersen, fue la segunda colaboración de Lera Auerbach con el coreógrafo John Neumeier. El ballet es una interpretación moderna del clásico "La Sirenita" y fue todo un éxito en su estreno en abril de 2005.
Lera Auerbach también es escritora, ha publicado poesías y prosa en ruso. Lera Auerbach es una de los más jóvenes compositores de la prestigiosa editorial musical Hans Sikorski, famosa por publicar obras de Prokófiev, Shostakóvich, Schnittke, Sofia Gubaidulina y 
Kancheli.